# Scacchiera di Nelson

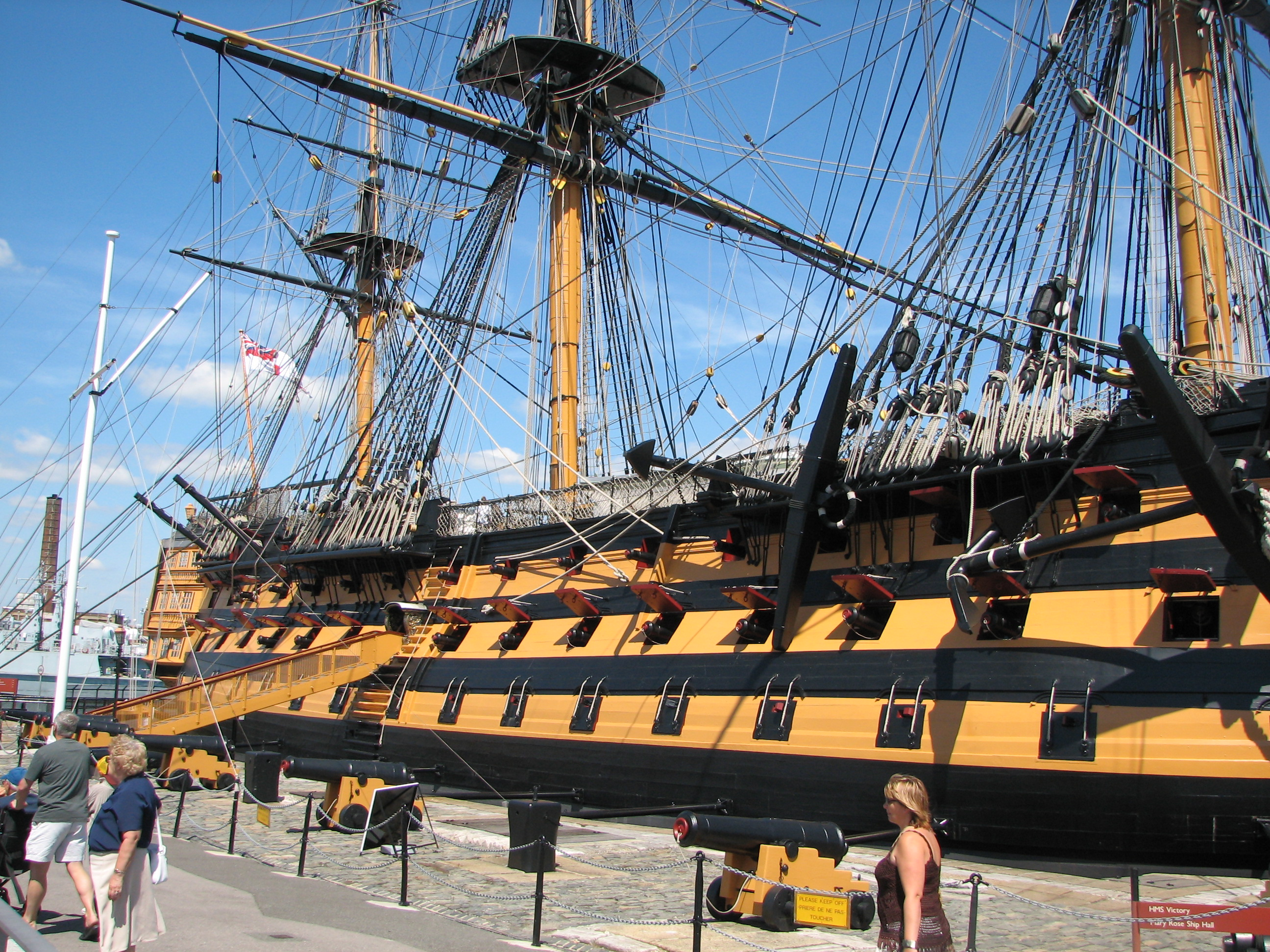
HMS Victory, dipinta con la scacchiera di Nelson

Con il termine scacchiera di Nelson (dall'Inglese Nelson Chequer) si intende il motivo a scacchi che caratterizzava la colorazione delle fiancate dei vascelli da guerra inglesi: essa risultava infatti nera con linee gialle laddove si aprivano i sabordi dei cannoni, internamente dipinti in rosso, che risultavano esternamente neri.
Mentre fino alla fine del XVIII secolo la carena era di colore bianco, dovuto al fatto che essa veniva dipinta con pattume, una miscela di zolfo, sego, minio, olio di pesce e catrame. In seguito a questa miscela venne aggiunto del catrame minerale che diede il tipico colore nero che i vascelli mantennero fino circa a metà del XIX secolo.